# Афанітова порода

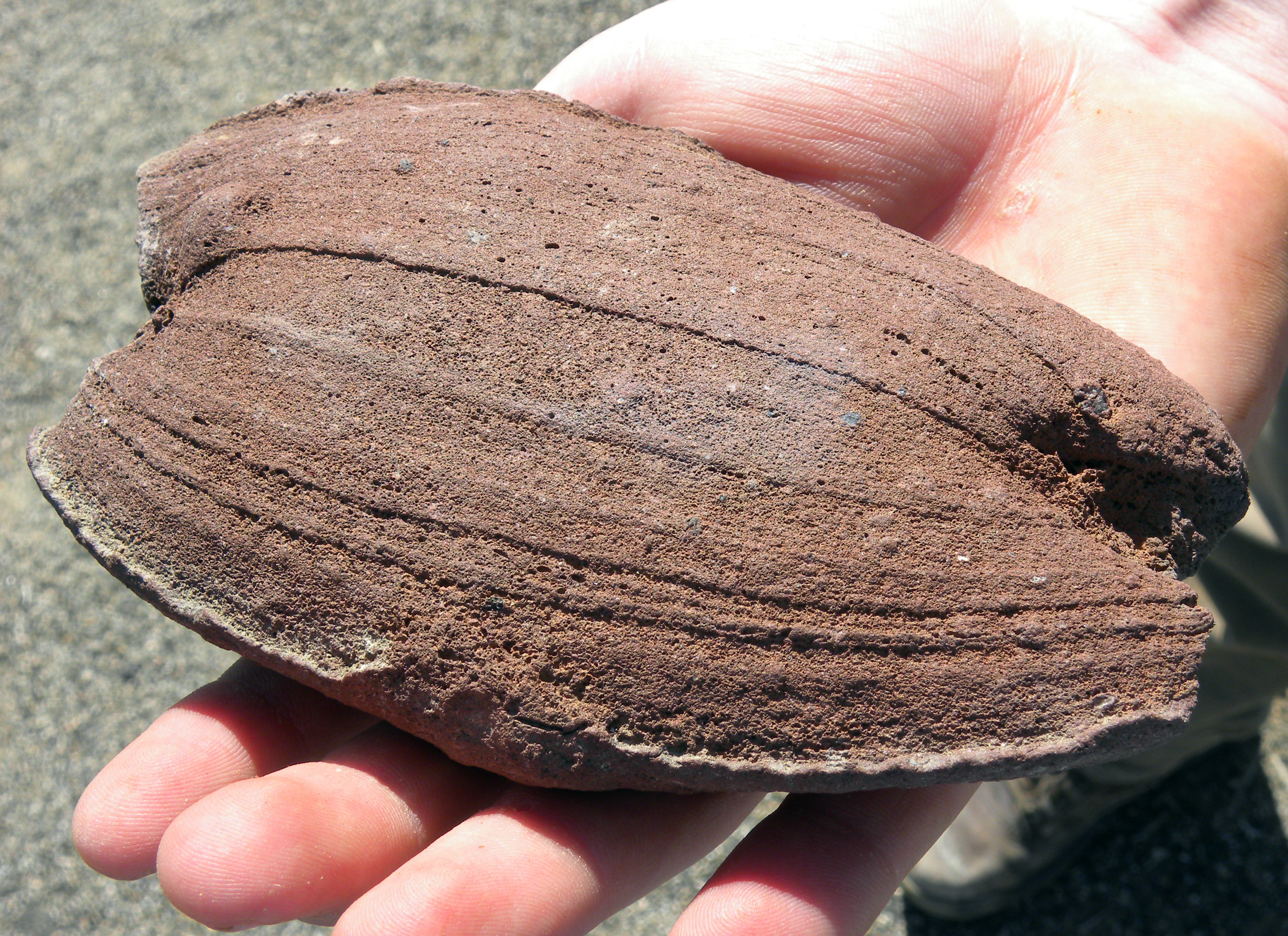
Гладка текстура базальту (вулканічна бомба) представлена афанітом.

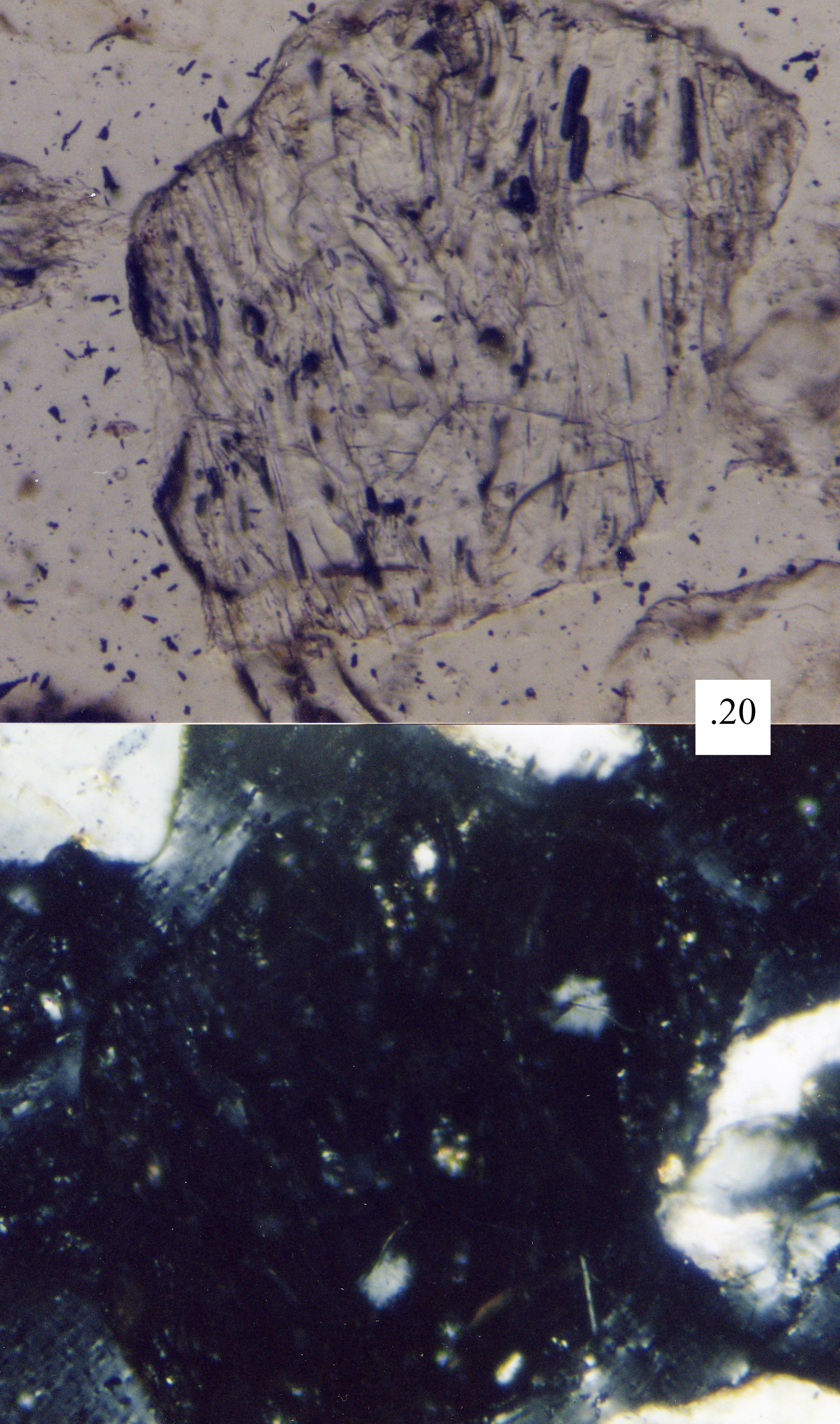
Зерно вулканічного піску, з дрібнозернистим матеріалом, як видно під петрографічним мікроскопом

Афанітова порода — щільна тонкозерниста магматична порода, дрібні кристалічні мінеральні зерна якої не розрізняються неозброєним оком (напротивагу фанериту - явнокристалічній гірській магматичній породі, де мінерали видно неозброєним оком). 
Така текстура є результатом швидкого охолодження у вулканічному або гіпабісальному середовищі. Як правило, текстура цих порід не є такою, як у вулканічного скла (наприклад, обсидіан), при цьому вулканічне скло є некристалічним ([аморфним])) і має склоподібний зовнішній вигляд.
Афаніти зазвичай складаються з дуже дрібнозернистих мінералів, таких як плагіоклаз, польовий шпат, можуть містити також біотит, кварц, ортоклаз.